# 张又侠
张又侠（1950年7月1日—），陕西渭南人，生于北京，中国共产党、中华人民共和国政治人物，中国人民解放军上将，副国级领导人，大专学历。现任中共中央政治局委员、中央军委副主席。曾任中国人民解放军总装备部部长、中央军委装备发展部部长。中共十八、十九、二十届中央委员，十八届中央军委委员、十九、二十届中央政治局委员、中央军委副主席。

## 生平

### 早年履历
张又侠出生于军人家庭，小学、初中与高中均毕业于北京景山学校，其父亲张宗逊是开国上将。
1968年12月，18岁的张又侠参军入伍，成为陆军第十四军四十师一一九团六连战士，1971年被调入一一九团团部机关，在作训股任职。1976年提干后回到基层部队，任陆军第十四军四十师一一九团八连连长。因其在1979年中越战争中表现出色，升任一一八团作训股股长（正营职），后任一一八团参谋长（副团职）。1981年，调任一一八团副团长。1983年，调任一一九团团长。1984年，率部参加两山战役。

### 对越自卫反击战
1984年4月28日，老山战役爆发，张又侠指挥一一九团主攻中部制高点松毛岭主峰662.6高地，采取了多点突破，断越軍退路等战法，仅用七分钟占领662.6高地。随后指挥一一九团乘胜前推，2小时内相继攻克松毛岭地区的18个高地，为主攻部队夺取老山主峰扫清了障碍。4月29日到4月30日，张又侠又指挥一一九团继续发展进攻，经过战斗全部攻占了那拉地区各要点。
中国军队顺利攻克老山据点，引起越南共产党高层，包括总书记黎笋和国防部长文进勇的震惊。越南人民军第二军区司令武立中将下令，将第二军区五个主力师全部调用，直指老山阵地最前线松毛岭。6月11日，越军发动团级规模的试探性攻击，中国军队在松毛岭、八里河防线均成功守住据点。根据情报判断后，6月20日，中国人民解放军第十四军前线指挥部调遣四十一师师部、一二三团等支援老山前线。并以一一九团配属师炮兵团等部队镇守662.6高地、那拉地区。张又侠改变了原先在33个高地平均分配兵力的状况，而将一一九团的主要兵力集中于那拉方向主要高地附近，以2个步兵营占领阵地，1个步兵营为第二梯队位于南榔、里头寨地区；团炮兵群配置在三转弯、那马西侧公路沿线，以重点守备，并仰仗步炮结合而成的防御体系。
7月11日，越南人民军316师174团、312师141团、313师266团、356师149团、876团及198特工团、821特工团等部队，乘夜暗从清水口子方向秘密潜入老山地区，准备分五路向中国军队阵地发起加强师规模进攻，并派174团、876团分别主攻那拉、松毛岭。越军副总参谋长黎玉贤和二军区司令武立坐镇河江，二军区副司令黎威密、副参谋长裴文胜率前指在谷怩督战。其余越军分布在南嘎、清水、八里河东山方向，计划在那拉地区打开突破口，逐次占领老山地区各阵地。
凌晨5时，越南人民军174团的步兵分队首先接近一一九团在那拉地区的阵地前沿，战役响起。越军149团主力向150、169高地进攻，并偷袭142高地。同时，5时45分，越军876团的一个营向解放军一一九团二营控制的100号高地、622.6高地发动突袭。而876团另2个营进攻一一九团四连防守的634高地、11、138高地；张又侠的一一九团在松毛岭、那拉一线苦战越军精锐的2个团攻势。而越军此次攻势除主攻方向的松毛岭和那拉地区外，还有老山主峰和八里河东山方向。但因彼此之间缺乏协作，作战发动时间相差很大，促使越军战前预计的偷袭只能转为强攻，且因缺乏协同动作，使得解放军得以集中炮火封锁越军的进攻路线。
下午14时30分，第十四军前线指挥部判断越军攻击力大退，改为转入反击，命入夜前夺回169号、150号警戒阵地。16时30分，张又侠命令一一九团1连1排进至149号高地。
17时20分，119团向169号高地实施急袭，并成功占领169号高地、150号高地。此役决定了中方军队在老山战场的决定性胜利，张又侠率领的一一九团也因此立首功。战后，119团被昆明军区荣记集体一等功，奖给“一等功臣团”锦旗。张又侠很快升任第14军40师副师长，麾下两支部队因功获称号“老山穿插英雄连”（第40师第119团第4连）、“老山防御英雄连”（第40师第119团第7连）。
7月26日开始，四十师与调上来的第十一军三十二师逐步交接了防务，并以四十一师配属第十一军，仍在八里河东山地区进行防御。8月4日，第十四军前指率所属部队（欠四十一师）回撤至云南马关地区休整。

### 镇守西南
老山战役结束后，张又侠被立刻提拔为陆军第四十师副师长，但因当时军事改革的要求，所有正团职以上的干部晋升均需要有军校进修经历，他便被安排前往中国人民解放军军事学院（现中国人民解放军国防大学）基本系进修，一直到三年后的1987年取得大专学位后，才真正正式回到陆军第四十师师部履新。1988年恢复军衔制后，被授予上校军衔。
1990年，升任摩托化步兵第四十师师长，授大校军衔。1994年，升任陆军第十三集团军副军长。2000年8月，任军长。

### 进入中央

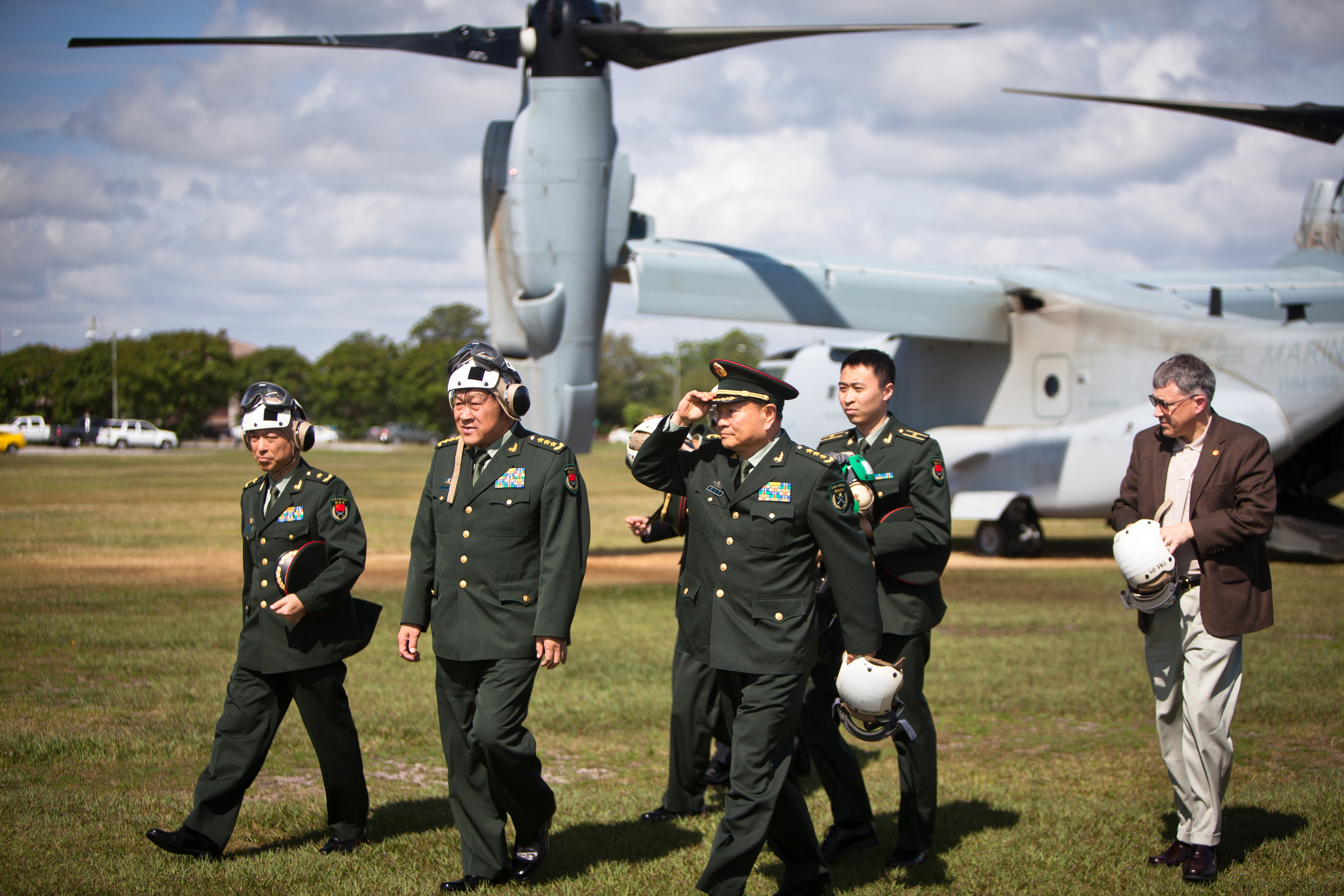
2012年，沈阳军区司令员张又侠（左三）陪同国防部长梁光烈（左二）访问美国。

2005年12月，张又侠任北京军区副司令员。2007年9月，任沈阳军区司令员，成为主政一方的高级将领。任内重视解决军人住房困难的问题，将其作为部队提高战斗力的保障。解决当时东北各地陆海空等军兵种驻军的军官中，有近一半人的住房不安定的局面。他推行的“战区军地组织协调、政府部门调控主导，依托地方土地资源，部队提供住房需求，企业投标开发建设，军地联审参建资格，军人按照政策购买”，也被视为“东北模式”。
2012年10月，在中共十八大召开前夕，接替常万全出任中国人民解放军总装备部部长，并且在11月15日循例进入中央军事委员会任委员。2015年11月，张又侠任新成立的中央军委装备发展部首任部长，2017年9月卸任。2018年2月24日，当选为第十三届全国人大代表。
1997年，晋升少将军衔。2007年7月，晋升中将军衔。2011年7月，晋升上将军衔。
2017年10月25日，张又侠与许其亮一起在中共十九届一中全会上当选中共中央政治局委员和中央军事委员会副主席，跻身党和国家领导人行列。2018年3月18日，与许其亮在第十三届全国人民代表大会第一次会议上当选为中华人民共和国中央军事委员会副主席。
2022年10月22日，张又侠在中共二十届一中全会后继续担任中共中央军委副主席，但因许其亮未入选，故张成为排名靠前的副主席，也是中国人民解放军现役军人可担任的最高职务。

## 家庭
- 父：张宗逊，为中国人民解放军开国上将。曾参加秋收起义。1955年被授予上将军衔，並获一级八一勋章、一级独立自由勋章、一级解放勋章。张宗逊、张又侠父子也是解放军第二对“父子上将”，首对“父子上将”是原中央军委副主席张震和原二炮政委张海阳[14]。